# Christina Lake Park
Christina Lake Park är en park i Kanada.   Den ligger i provinsen British Columbia, i den södra delen av landet, 3 200 km väster om huvudstaden Ottawa. Christina Lake Park ligger 446 meter över havet.
Terrängen runt Christina Lake Park är varierad. Christina Lake Park ligger nere i en dal som går i nord-sydlig riktning. Runt Christina Lake Park är det mycket glesbefolkat, med 4 invånare per kvadratkilometer.. Närmaste större samhälle är Grand Forks, 15,9 km väster om Christina Lake Park.
I omgivningarna runt Christina Lake Park växer i huvudsak barrskog.